# Bassus nigricoxus
Bassus nigricoxus är en stekelart som först beskrevs av Léon Abel Provancher 1886.  Bassus nigricoxus ingår i släktet Bassus och familjen bracksteklar. Inga underarter finns listade.